# NGC 1007
NGC 1007 è una galassia lenticolare peculiare situata nella costellazione della Balena, a una distanza di circa 329 milioni di anni luce dalla nostra Via Lattea.

## Scoperta
La galassia è stata scoperta il 15 gennaio 1865 dall'astronomo tedesco Albert Marth.